# Timaru (Nouvelle-Zélande)
Pour les articles homonymes, voir Timaru.
Timaru est une grande ville portuaire du sud de la région de Canterbury. Elle est située à 160 km au sud de Christchurch et environ 200 km au nord de Dunedin, sur la côte est de l'île du Sud de la Nouvelle-Zélande.
Le district de Timaru (42 000 habitants), autour de la ville elle-même (27 200 habitants), comprend des régions rurales vouées à l'agriculture ainsi que de petites villes, dont Pleasant Point, Temuka, et Geraldine ; la ville de Waimate est à environ 40 km au sud sur la route liant Oamaru et Dunedin.

## Géographie
Timaru fut fondé sur des collines formées par la lave d'une éruption survenue il y a des milliers d'années au volcan Mont Horrible, aujourd'hui éteint. La plupart des rues sont donc légèrement ondulées, en contraste avec le paysage plat des plaines de Canterbury au nord. Cette roche volcanique est utilisée dans la construction des édifices de la ville.

### Climat
| Mois                               | janvier | février | mars | avril | mai  | juin | juillet | août | septembre | octobre | novembre | décembre | Année |
| ---------------------------------- | ------- | ------- | ---- | ----- | ---- | ---- | ------- | ---- | --------- | ------- | -------- | -------- | ----- |
| Maximales (°C)                     | 21,1    | 20,9    | 19,3 | 16,6  | 13,3 | 10,6 | 10,1    | 11,4 | 14,2      | 16      | 18,3     | 19,9     | 16    |
| Minimales (°C)                     | 11,3    | 11,1    | 10   | 7,1   | 3,9  | 1,3  | 1,2     | 2,3  | 4,5       | 6,4     | 8,4      | 10,4     | 6,5   |
| Précipitations (mm)                | 46      | 38      | 52   | 66    | 42   | 41   | 43      | 45   | 35        | 55      | 48       | 53       | 573   |
| Source : NIWA Science climate data |         |         |      |       |      |      |         |      |           |         |          |          |       |

## Histoire
L'origine du nom Timaru est controversée. Certains pensent qu'il dérive du maori Te Maru (« abri »), et d'autres qu'il vient d'une traduction littérale de « ti maru », soit « Cabbage tree » et « ombrageux », respectivement.
Les Maori semblent avoir utilisé Timaru comme arrêt lors de longs voyages en waka le long de la côte est de l'île du Sud. On trouve plus de 500 sites d'art rupestre dans la région, particulièrement dans les cavernes des bassins versants des cours d'eau Opuha et Opihi, à l'ouest de Timaru. Les fouilles archéologiques indiquent l'installation des Maori dans le district avant l'année 1400. Dans le XVIIe ou XVIIIe siècle l'iwi (tribu) Ngāti Mamoe (en) aurait été poussée au sud, dans le secteur des Fiordland, par une invasion des Ngāi Tahu, venus de l'île du Nord.
La colonisation européenne commence en 1839 avec la construction d'un centre baleinier par les frères Weller d'Otago à la pointe Patiti, près du centre-ville actuel. Un navire de ravitaillement, Caroline, donne son nom à une petite baie locale. Plus tard on voit la construction d'un élevage de moutons, The Levels, sur les terres des frères Rhodes.
Timaru reste peu peuplé jusqu'en 1859, date où le navire Strathallan arrive d'Angleterre avec 120 immigrants. Des disputes territoriales entre le gouvernement local et les frères Rhodes eurent pour conséquence la création de deux villages séparés, Government Town et Rhodestown, qui fusionnèrent en 1868. Due à cette histoire, jusqu'à récemment les rues allant nord-sud ne se joignaient pas au milieu, à l'ancienne frontière entre les deux villages. Stafford Street, l'artère principale, fut construite sur une ancienne piste pour wagons tirés par bouvillons.
À la suite de la perte de plusieurs navires sur la côte, on commence la construction d'un port artificiel en 1877, ce qui cause l'accumulation de sable poussé par les courants du Pacifique sur le môle nord. Ainsi débute le projet de récupération des terres autour du district de la baie Caroline, aujourd'hui encore grandissant.
Le XXe siècle verra la construction de bungalows au style colonial dans la ville.

## Économie

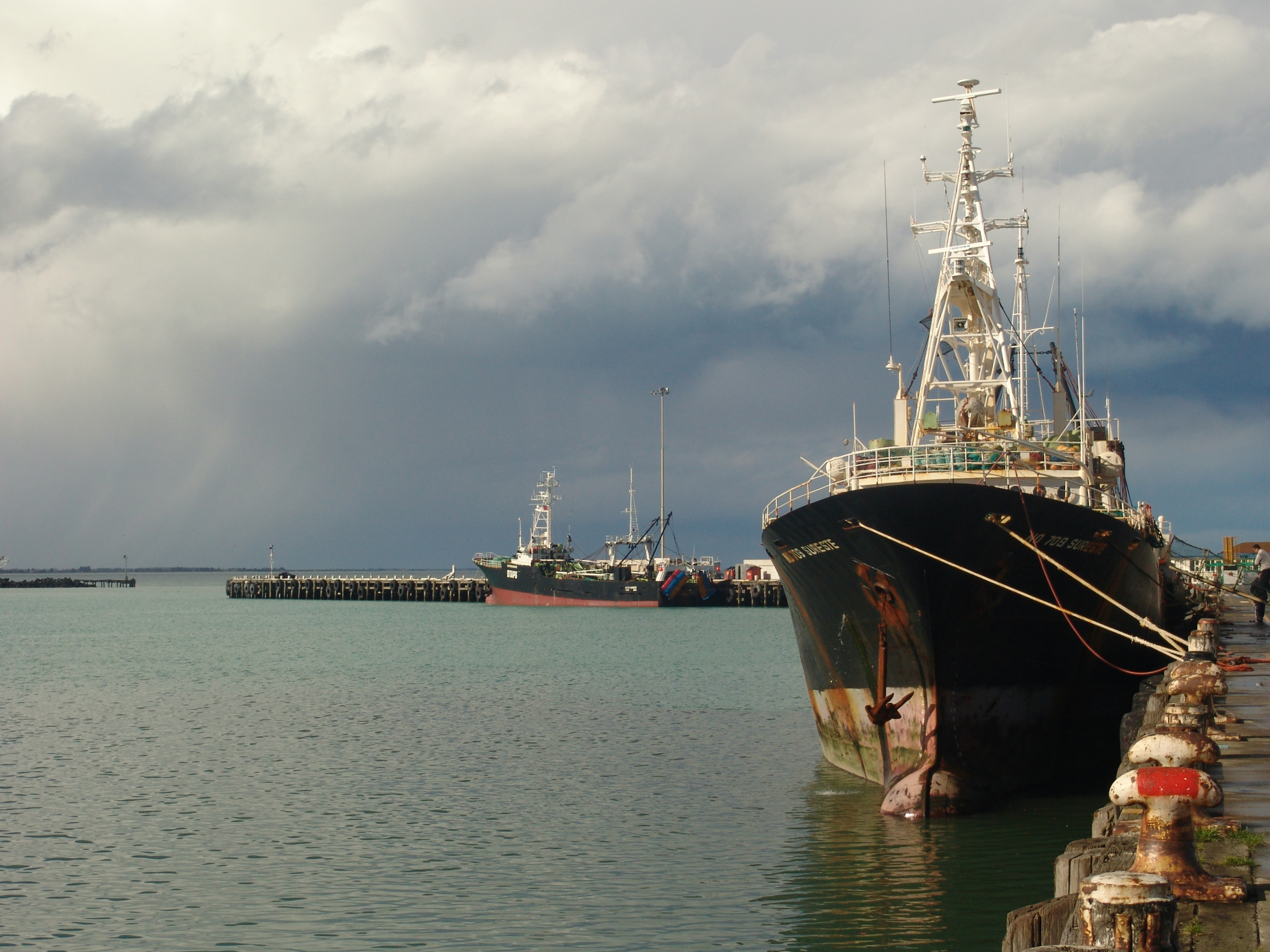
Vue du port

Timaru est l'un des ports de fret les plus importants de l'île du Sud, étant un centre d'industrie légère associée à l'exportation et l'importation. On y trouve plusieurs entreprises de traitement, emballage et distribution de viande, produits laitiers et autres produits issus de l'agriculture. Timaru est également le second port de pêche le plus grand de Nouvelle-Zélande.

## Infrastructure
Timaru est sur le State Highway One, la route principale nord-sud de la côte est de l'île du Sud. Il y a des lignes d'autobus allant à Christchurch, Dunedin, Invercargill Queenstown et le Mackenzie Country, ainsi que d'autres desservant les banlieues de Timaru. Le service ferroviaire a été discontinué, mais on utilise une ligne pour fret quotidiennement. L'aéroport Richard Pearse (en) est situé au nord de la ville, pouvant desservir des vols d'avions légers et des vols nationaux courts, avec vols réguliers vers Wellington.

## Tourisme

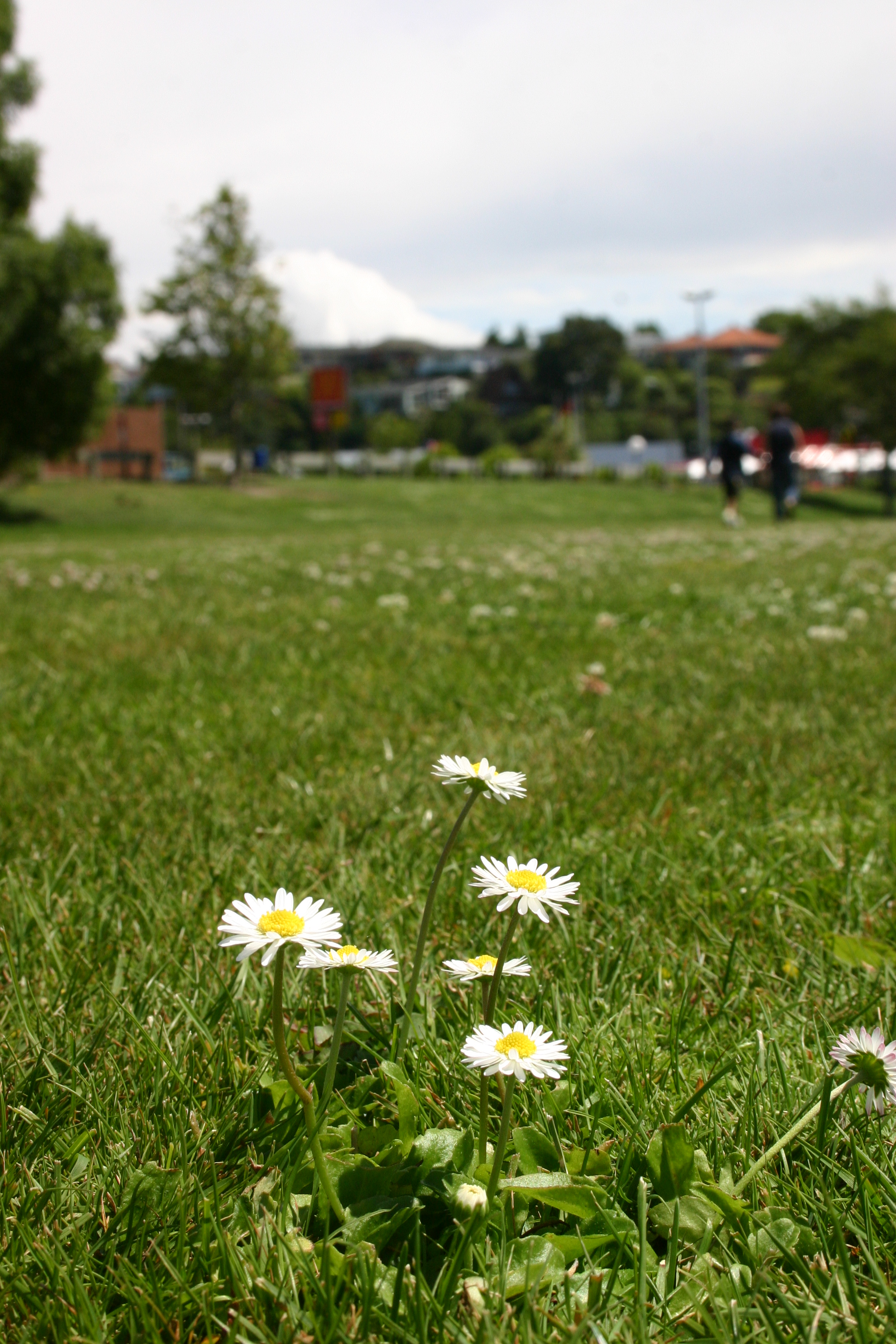
Parc de Timaru

Le South Canterbury Museum est le principal musée, contenant des exhibitions sur la géographie, l'histoire et l'archéologie de la région.
Timaru abrite une roseraie (Trevor Griffiths Rose Garden) et un jardin botanique fondé en 1864. À l'ouest de celui-ci on trouve le Centennial Park Reserve, fondé en 1940, incluant une randonnée de 3,5 km dans la vallée de l'Otipua.

## Médias
Le journal local est The Timaru Herald, imprimé à Ashburton et distribué dans le sud du Canterbury et dans l'Otago. Il y a deux stations de radio, Classic Hits FM (autrefois Radio Caroline New Zealand), et Port FM.

## Sport
L'équipe locale de rugby à XV est le South Canterbury Rugby Football Union, basée au Alpine Energy Stadium. Il y a plusieurs parcours de golf et les plages sont fréquentées par les surfeurs.

## Villes jumelées
Timaru est jumelée avec les suivantes villes :
- Eniwa (Japon)
- Weihai (Chine)
- Orange (Californie) (États-Unis)
- Orange (Australie) (Australie)

## Personnalités liées à la ville
- Uini Atonio, rugbyman international français né à Timaru